# Valentín Pshenitsyn
Valentín Nikoláyevich Pshenitsyn –en ruso, Валентин Николаевич Пшеницын– (Dmítrov, 3 de noviembre de 1936) es un deportista soviético que compitió en biatlón. Ganó seis medallas en el Campeonato Mundial de Biatlón entre los años 1958 y 1963.
Participó en dos Juegos Olímpicos de Invierno, en la prueba individual, ocupando el quinto lugar en Squaw Valley 1960 y el séptimo lugar en Innsbruck 1964.

## Palmarés internacional
| Campeonato Mundial | Campeonato Mundial      | Campeonato Mundial | Campeonato Mundial |
| Año                | Lugar                   | Medalla            | Prueba             |
| ------------------ | ----------------------- | ------------------ | ------------------ |
| 1958               | Saalfelden (Austria)    | Medalla de plata   | Equipo             |
| 1959               | Courmayeur (Francia)    | Medalla de oro     | Equipo             |
| 1961               | Umeå (Suecia)           | Medalla de plata   | Equipo             |
| 1962               | Hämeenlinna (Finlandia) | Medalla de oro     | Equipo             |
| 1962               | Hämeenlinna (Finlandia) | Medalla de bronce  | Individual         |
| 1963               | Seefeld (Austria)       | Medalla de oro     | Equipo             |